# Bezirk Arraiján
Arraiján ist ein Bezirk (distrito) der Provinz Panamá Oeste in Panama. Die Einwohnerzahl betrug laut Volkszählung 2023 299.079.
Die Lycée français Paul Gauguin de Panama, eine französische internationale Schule, befindet sich in Panama Pacifico in Veracruz.

## Gliederung
Der Bezirk Arraiján ist administrativ in folgende Corregimientos unterteilt:
- Arraiján
- Juan Demóstenes Arosemena
- Nuevo Emperador
- Santa Clara
- Veracruz
- Vista Alegre
- Burunga
- Cerro Silvestre
- Vacamonte